# Divizia A 1933-1934
La Divizia A 1933-1934 è stata la 22ª edizione del campionato rumeno di calcio. Fu disputato tra il settembre 1933 e il luglio 1934 e si concluse con la vittoria finale del Venus București, al suo quarto titolo.
Capocannoniere del torneo fu Ștefan Dobay (Ripensia Timișoara), con 25 reti.

## Formula
Il numero di squadre partecipanti passò da 14 a 16, divise in due gironi da otto. Vennero disputati incontri di andata e ritorno per un totale di 14 partite al termine delle quali le prime in classifica dei due gironi si qualificarono per la finale, anch'essa giocata in due partite. Le ultime due squadre vennero retrocesse nella neo-istituita Divizia B.
Al posto del fallito RGM Timișoara furono invitati i prestigiosi concittadini del Chinezul Timișoara già pluricampioni nazionali, mentre dai campionati provinciali vennero promossi il Mureșul Târgu-Mureș e la Juventus București nei due unici posti che il regolamento aveva lasciato alla determinazione del campo.

## Squadre partecipanti
| Club                      | Città       | Stadio | Posizione 1932-1933               |
| ------------------------- | ----------- | ------ | --------------------------------- |
| AMEF Arad                 | Arad        |        | 5° nel gruppo 2                   |
| Brașovia Brașov           | Brașov      |        | 7° nel gruppo 2                   |
| CAO Oradea                | Oradea      |        | 2° nel gruppo 2                   |
| CFR București             | Bucarest    |        | 2° nel gruppo 1                   |
| Chinezul Timișoara        | Timișoara   |        | Campionato provinciale, ripescato |
| Crișana Oradea            | Oradea      |        | 3° nel gruppo 1                   |
| Gloria CFR Arad           | Arad        |        | 4° nel gruppo 1                   |
| Juventus București        | Bucarest    |        | Campionato provinciale, promossa  |
| Mureșul Târgu Mureș       | Târgu Mureș |        | Campionato provinciale, promosso  |
| Ripensia Timișoara        | Timișoara   |        | Campione di Romania               |
| România Cluj              | Cluj Napoca |        | 6° nel gruppo 1                   |
| Șoimii Sibiu              | Sibiu       |        | 7° nel gruppo 1                   |
| Tricolor Ploiești         | Ploiești    |        | 5° nel gruppo 1                   |
| Unirea Tricolor București | Bucarest    |        | 3° nel gruppo 2                   |
| Universitatea Cluj        | Cluj Napoca |        | Finalista                         |
| Venus Bucarest            | Bucarest    |        | 4° nel gruppo 2                   |

## Classifica finale

### Gruppo 1
|  | Pos. | Squadra            | Pt | G  | V | N | P  | GF | GS | DR  |
|  | ---- | ------------------ | -- | -- | - | - | -- | -- | -- | --- |
|  | 1.   | Venus București    | 19 | 14 | 9 | 1 | 4  | 41 | 23 | +18 |
|  | 2.   | Crișana Oradea     | 18 | 14 | 7 | 4 | 3  | 29 | 19 | +10 |
|  | 3.   | U Cluj             | 17 | 14 | 8 | 1 | 5  | 33 | 17 | +16 |
|  | 4.   | CFR București      | 17 | 14 | 7 | 3 | 4  | 29 | 18 | +11 |
|  | 5.   | AMEF Arad          | 17 | 14 | 7 | 3 | 4  | 26 | 22 | +4  |
|  | 6.   | Chinezul Timișoara | 16 | 14 | 8 | 0 | 6  | 33 | 25 | +8  |
|  | 7.   | Brașovia Brașov    | 4  | 14 | 1 | 2 | 11 | 18 | 54 | -36 |
|  | 8.   | Tricolor Ploiești  | 4  | 14 | 1 | 2 | 11 | 14 | 45 | -31 |

| SERIA 1                             | 1   | 8   |
| CHINEZUL - VENUS BUCURESTI          | 3-0 | 0-1 |
| VAGONUL ARAD - TRICOLOR PLOIESTI    | 6-2 | 0-0 |
| U CLUJ - CRISANA ORADEA             | 2-2 | 0-1 |
| BRASOVIA BRASOV - CFR               | 1-2 | 0-7 |
|                                     | 2   | 9   |
| CFR BUCURESTI - VAGONUL ARAD        | 1-0 | 0-0 |
| CRISANA ORADEA - CHINEZUL           | 8-1 | 0-5 |
| VENUS BUCURESTI - U CLUJ            | 3-7 | 3-0 |
| TRICOLOR PLOIESTI - BRASOVIA BRASOV | 4-1 | 0-6 |
|                                     | 3   | 10  |
| VENUS BUCURESTI - CRISANA ORADEA    | 0-1 | 3-0 |
| VAGONUL ARAD - BRASOVIA BRASOV      | 2-1 | 3-3 |
| TRICOLOR PLOIESTI - CFR BUCURESTI   | 0-2 | 2-5 |
| U CLUJ - CHINEZUL TIMISOARA         | 3-0 | 2-0 |
|                                     | 4   | 11  |
| VAGONUL ARAD - U CLUJ               | 4-1 | 1-0 |
| CHINEZUL - BRASOVIA BRASOV          | 2-1 | 3-1 |
| VENUS BUCURESTI - CFR BUCURESTI     | 3-2 | 4-3 |
| CRISANA ORADEA - TRICOLOR PLOIESTI  | 4-1 | 1-0 |
|                                     | 5   | 12  |
| VAGONUL ARAD - VENUS BUCURESTI      | 3-1 | 0-2 |
| BRASOVIA BRASOV - CRISANA ORADEA    | 2-2 | 0-6 |
| TRICOLOR PLOIESTI - CHINEZUL        | 1-2 | 1-4 |
| U CLUJ - CFR BUCURESTI              | 2-1 | 0-1 |
|                                     | 6   | 13  |
| CHINEZUL - VAGONUL ARAD             | 7-1 | 2-3 |
| TRICOLOR PLOIESTI - VENUS BUC       | 2-2 | 0-6 |
| U CLUJ - BRASOVIA BRASOV            | 7-0 | 3-0 |
| CRISANA ORADEA - CFR BUCURESTI      | 1-1 | 1-1 |
|                                     | 7   | 14  |
| TRICOLOR PLOIESTI - U CLUJ          | 1-4 | 0-2 |
| CHINEZUL TIMISOARA - CFR BUCURESTI  | 2-0 | 2-3 |
| CRISANA ORADEA - VAGONUL ARAD       | 1-0 | 1-3 |
| VENUS BUCURESTI - BRASOVIA BRASOV   | 6-0 | 7-2 |

Legenda:

      Ammessa alla finale
      Retrocessa
Note:

Due punti a vittoria, uno a pareggio, zero a sconfitta.

### Gruppo 2
|  | Pos. | Squadra                   | Pt | G  | V  | N | P  | GF | GS | DR  |
|  | ---- | ------------------------- | -- | -- | -- | - | -- | -- | -- | --- |
|  | 1.   | Ripensia Timișoara        | 22 | 14 | 10 | 2 | 2  | 55 | 13 | +39 |
|  | 2.   | Unirea Tricolor București | 20 | 14 | 9  | 2 | 3  | 40 | 19 | +21 |
|  | 3.   | CAO Oradea                | 18 | 14 | 8  | 2 | 4  | 44 | 19 | +25 |
|  | 4.   | Juventus București        | 18 | 14 | 8  | 2 | 4  | 26 | 21 | +5  |
|  | 5.   | România Cluj              | 16 | 14 | 7  | 2 | 5  | 24 | 21 | +3  |
|  | 6.   | Gloria CFR Arad           | 12 | 14 | 5  | 2 | 7  | 29 | 38 | -9  |
|  | 7.   | Mureșul Târgu-Mureș       | 4  | 14 | 1  | 2 | 11 | 15 | 53 | -38 |
|  | 8.   | Șoimii Sibiu              | 2  | 14 | 0  | 2 | 12 | 7  | 56 | -49 |

| SERIA 2                              | 1   | 8    |
| UN. TRIC BUCURESTI - ȘOIMII SIBIU    | 3-0 | 5-0  |
| GLORIA ARAD - UN.TRIC.BUCURESTI      | 2-2 | 2-3  |
| ROMÂNIA CLUJ - MURESUL TG.MURES      | 5-0 | 0-1  |
| GLORIA ARAD - CAO                    | 1-6 | 1-4  |
|                                      | 2   | 9    |
| CAO - ROMÂNIA CLUJ                   | 5-1 | 4-1  |
| MURESUL TG.MURES - GLORIA ARAD       | 2-3 | 0-3  |
| ȘOIMII SIBIU - JUVENTUS BUCURESTI    | 1-3 | 1-3  |
| UN.TRIC.BUCURESTI - RIPENSIA         | 0-3 | 2-6  |
|                                      | 3   | 10   |
| MURESUL TG.MURES - ȘOIMII SIBIU      | 1-1 | 4-1  |
| ROMÂNIA CLUJ - UN.TRIC.BUCURESTI     | 1-2 | 0-2  |
| RIPENSIA TIMISOARA - CAO             | 3-0 | 0-0  |
| GLORIA ARAD - JUVENTUS BUCURESTI     | 2-2 | 0-1  |
|                                      | 4   | 11   |
| CAO - UN.TRIC.BUCURESTI              | 1-1 | 1-2  |
| ȘOIMII SIBIU - GLORIA CFR ARAD       | 2-3 | 1-8  |
| JUVENTUS BUC. - MURESUL TG.MURES     | 3-1 | 1-1  |
| RIPENSIA TIMISOARA - ROMÂNIA CLUJ    | 4-4 | 0-3  |
|                                      | 5   | 12   |
| ȘOIMII SIBIU - RIPENSIA TIMISOARA    | 0-5 | 0-7  |
| UN.TRIC. BUCURESTI - JUVENTUS BUC.   | 4-0 | 0-2  |
| ROMÂNIA CLUJ - GLORIA CFR ARAD       | 2-3 | 2-0  |
| MURESUL TG.MURES - CAO               | 3-4 | 0-4  |
|                                      | 6   | 13   |
| RIPENSIA TIMISOARA - JUVENTUS BUC.   | 1-3 | 2-1  |
| CAO - ȘOIMII SIBIU                   | 7-0 | 5-0  |
| FLACARA BUCURESTI - ROMÂNIA CLUJ     | 1-2 | 0-3  |
| RIPENSIA - MURESUL TG.MURES          | 7-2 | 6-0  |
|                                      | 7   | 14   |
| ȘOIMII SIBIU - ROMÂNIA CLUJ          | 0-0 | 0-2  |
| MURESUL TG.MURES -UN.TRIC.BUC.       | 0-4 | 1-10 |
| GLORIA CFR ARAD - RIPENSIA TIMISOARA | 1-3 | 0-8  |
| JUVENTUS BUCURESTI - CAO             | 2-4 | 2-1  |

Legenda:

      Ammessa alla finale
      Retrocessa
Note:

Due punti a vittoria, uno a pareggio, zero a sconfitta.

## Risultati

### Gruppo 1
|                    | AME | BRA | CFB | CHI | CRI | TRI | UNI | VEN |
| AMEF Arad          | --- | 2-1 | 0-0 | 3-2 | 3-1 | 6-2 | 4-1 | 3-1 |
| Brașovia Brașov    | 3-3 | --- | 1-2 | 1-3 | 2-2 | 6-0 | 0-3 | 2-7 |
| CFR București      | 1-0 | 7-0 | --- | 3-2 | 1-1 | 5-2 | 1-0 | 3-4 |
| Chinezul Timișoara | 7-1 | 2-1 | 2-0 | --- | 5-0 | 4-1 | 0-2 | 3-0 |
| Crișana Oradea     | 1-0 | 6-0 | 1-1 | 8-1 | --- | 4-1 | 1-0 | 0-3 |
| Tricolor Ploiești  | 0-0 | 4-1 | 0-2 | 1-2 | 0-1 | --- | 1-4 | 2-2 |
| Universitatea Cluj | 0-1 | 7-0 | 2-1 | 3-0 | 2-2 | 2-0 | --- | 0-3 |
| Venus București    | 2-0 | 6-0 | 3-2 | 1-0 | 0-1 | 6-0 | 3-7 | --- |
| ------------------ | --- | --- | --- | --- | --- | --- | --- | --- |

### Gruppo 2
|                           | CAO | CFR | JUV | MUR  | RIP | ROM | SOI | UTB |
| CAO Oradea                | --- | 4-1 | 1-2 | 4-0  | 0-0 | 5-1 | 7-0 | 1-1 |
| Gloria CFR Arad           | 1-6 | --- | 2-2 | 3-0  | 1-3 | 0-2 | 8-1 | 2-2 |
| Juventus București        | 4-2 | 1-0 | --- | 3-1  | 1-2 | 1-2 | 3-1 | 2-0 |
| Mureșul Târgu-Mureș       | 3-4 | 2-3 | 3-4 | ---  | 0-6 | 0-1 | 1-1 | 0-4 |
| Ripensia Timișoara        | 3-0 | 8-0 | 1-3 | 7-2  | --- | 4-4 | 7-0 | 6-2 |
| România Cluj              | 1-4 | 2-3 | 3-0 | 5-0  | 3-0 | --- | 2-0 | 1-2 |
| șoimii Sibiu              | 0-5 | 2-3 | 1-3 | 1-4  | 0-5 | 0-0 | --- | 0-5 |
| Unirea Tricolor București | 2-1 | 3-2 | 4-0 | 10-1 | 0-3 | 2-0 | 3-0 | --- |
| ------------------------- | --- | --- | --- | ---- | --- | --- | --- | --- |

### Finale
La partita di andata della finale fu disputata il 15 luglio 1934 a Timișoara mentre quella di ritorno fu giocata il 22 luglio 1934 a Bucarest.
| Arbitro: | Teofil Morariu (Oradea) |

|                               |           |                               |
| Silviu Bindea 23’ C.Lazar 28’ | Marcatori | 60’ 75’ P.Vîlcov 67’ V.Vîlcov |

| Arbitro: | Teofil Morariu (Oradea) |

|                                                    |           |                                                        |
| C.Vîlcov 49’ 73’ V.Vîlcov 57’ 64’ E.Dumitrescu 75’ | Marcatori | 15’ Gheorghe Ciolac 62’ Ștefan Dobay 80’ Silviu Bindea |

### Verdetti
- Venus București Campione di Romania 1933-34.
- Brașovia Brașov, Tricolor Ploiești, Mureșul Târgu-Mureș e Șoimii Sibiu retrocesse in Divizia B 1934-1935.